# Løgneren
 Der er for få eller ingen kildehenvisninger i denne artikel, hvilket er et problem. Du kan hjælpe ved at angive troværdige kilder til de påstande, som fremføres i artiklen.

Løgneren er en roman skrevet af Martin A. Hansen.
De første forarbejder stammer fra 1942, og Martin A. Hansen arbejdede med teksten ad flere omgange og færdigskrev den først i 1949. Den blev skrevet som radioroman på opfordring fra Statsradiofonien (Danmarks Radio), og første afsnit blev oplæst af skuespilleren Pouel Kern den 15. januar 1950.
Siden blev romanen trykt som føljeton i Berlingske Aftenavis med illustrationer af Ib Spang Olsen. Romanen blev filmatiseret i 1970.
Romanen er Martin A. Hansens hovedværk og med sine næsten 400.000 trykte eksemplarer også et anerkendt hovedværk i dansk litteratur. Den har under 200 sider, men er fyldt med henvisninger til Bibel- og andre litterære tekster og dermed ikke så let tilgængelig. Sprogtonen er melankolsk til ironisk, sarkastisk, fortvivlet, men også blid, når forfatteren beskriver naturoplevelser.

## Handling
Hun gaar forbi med nedslagne Øjne. Annemari har sandelig Øjenvipper, buede og sorte. Og set fra Siden er hun jo et Barn, Annemari. Skønt Mor til Tom her. Dog, hvad hendes Sweater strammer om, det er Kvinde om noget er. Sandøs Rose. Sese, Annemari har Skibukser paa. Hvorfor kommer hun aldrig saadan over hos mig. Hør, du er for vissen i Toppen, Skolelærer.
På den lille danske Sandø, som er ”en halv Mil paa den lange Led og en Fjerdingvej paa den korte”,:6  sidder i kapitel 1 den fyrreårige:6 ungkarl og skolelærer Johannes Vig en fredag i marts få år efter Besættelsen:124  og skriver dagbog til sin opdigtede ven Natanael (navnet på den af Jesu disciple, som var kendt for at være ”et Menneske uden Svig”).:7  Foråret banker på med sin tåge, erantis blomstrer, og isen omkring øen er i opbrud. På samme måde er Johannes selv i følelsesmæssigt opbrud, eller ”Ulejlighed”, som han kalder det, pga Annemari. Han hører børnene lege på isskruningerne og beslutter at gå en tur ned for at holde øje med dem, sammen med sin tro følgesvend, jagthunden og gordonsetteren:12  Pigro (som på italiensk betyder ’doven’). På vej tilbage kommer de forbi købmand Høsts butik, som er fuld af forårsstemte øboere, inklusive købmandens kønne datter Annemari og hendes lille søn Tom. Johannes er dybt betaget af Annemari, en tidligere elev, men ved godt, han er for gammel til hende, se citat. Men de er venner, og hun kommer tit forbi skolen, således også i dag, for at låne en halskæde, Johannes engang fik af en kæreste. For tiden kommer Annemari sammen med ingeniøren Harry, mens Toms far Oluf, som Annemari stadig er forlovet med, i vinter har boet og arbejdet ovre på fastlandet. Nu da isen er i opbrud, skal Harry rejse, og så ”kommer Oluf nok hjem, og hvad saa, Annemari?”:7,8,11  På dette spørgsmål reagerer Annemari vredt.
Johannes, har du aldrig haft Lyst til at gøre noget vildt? Noget hensynsløst?

Nej, det har jeg selvfølgelig aldrig.

Er det sandt hvad de har sagt om dig og Rigmor paa Næs?

Hvis Folk siger noget, Annemari, saa er det naturligvis rigtigt.

Jeg ved ikke, om jeg vil ønske at det passede, Johannes.
Johannes sover dårligt for tiden, og på sin meget tidlige tur i kapitel 2 med Pigro lørdag morgen får rimtågen og isen ham til at mindes ulykken for en måneds tid siden, hvor øens prægtige unge fiskeskipper Erik kom af dage i sin båd, der ramte en mine. Han efterlod sig kone og tre børn. Senere på morgenen sidder Johannes i skolestuen, sådan som han ynder at gøre det en times tid eller så, ”min Forundringstime”,:21  hvor han gerne finder på noget, der kan fange børnenes interesse, før de møder i skolen. Men i dag kniber det, for han tænker på Oluf og Annemari, som for år tilbage havde store planer om en fælles fremtid. Annemari fik handelsuddannelse på fastlandet, og så fik de lille Tom. Men på den tid var Oluf ude for en bådulykke, hvor Oluf reddede livet, men ikke hans makker Niels. Og Olufs og Annemaris planer gik i stå. Og så dukkede ingeniøren Harry op. – Ved middagstid kommer Annemari hen på skolen med Johannes’ middagsmad, og et brev, hun beder ham sende, i hans egenskab af øens postmester. Hun beder ham også læse brevet, insisterer ligefrem på det. Det er til Oluf, og i brevet gør Annemari det forbi mellem dem. Over et par glas cognac siger Johannes, han synes, Annemari slipper for nemt på denne måde, ved at gøre Johannes til vidne til sin beslutning, og går i rette med hende. Annemari, som har mærket Johannes’ interesse for både hende og for gårdmandskonen Rigmor, slukker hans drømme om Annemari: ”Du hykler, du skjuler dig, og du er en halvgammel Drømmer!”:32 
Man kan prøve at gøre sig fri ved store, kloge Tanker, Natanael. Dur ikke, tror jeg. Jaja, jeg har også engang gaaet under en Kuppel af store Ideer, jeg har haft en Myggesværm at interessante Tanker hængdende over mit Hoved, min Dreng. Hvad blev det til? ... Du er fri, et dyrebart Øjeblik.
Johannes går i kapitel 3 rundt med Annemaris brev i lommen, det brev der gør hende til en fri kvinde, ”Fri som en Sneppe om Foraaret”, :35  mens han gør sig tanker om frihed, se citat. Skolebørnene har regning i dag, med griffel og skifertavler, som man stadig bruger det herude på øen, men ”Kaj mangler, han ligger syg hjemme, af Tuberkulose”. :37  Johannes har en model af en hundeslæde, og han slutter skoledagen af med at tage børnene med på en rejse til Nordøstgrønland, sammen med ”Mylius-Erichsen, Hagen og Brønlund paa deres sidste Tur i Isødet.” Efter skolen går Johannes til købmanden efter to flasker cognac, vel vidende, at sladderen så igen vil gå, om øens tørstige degn. Tilbagevejen lægger han forbi den store Næsgård, eller blot Næs, hvor Frederik og Rigmor bor. Frederik er en moderne, driftig og fremsynet bonde, som har overtaget gården efter sin nu afdøde far, og har hentet sig en kone på fastlandet. I dagligstuen byder Frederik på cognac; selv nipper han kun til glasset, mens han fortæller løs, men Johannes bunder sit glas flere gange, og Rigmor, som ikke sidder, men står tavs bagved Johannes, fylder straks hans glas igen. Johannes giver hende nogle violer, han plukkede på vejen derhen, og Frederik kan ikke skjule, det gør ham lidt jaloux. Efter besøget på Næsgård går Johannes hen til Kajs forældre for at fortælle dem, at Kaj nu har fået plads på sanatoriet, og derfor skal rejse. Ved nyheden bryder Kajs mor ud i gråd.:48 
På sin gåtur i kapitel 4 lørdag aften møder Johannes Annemaris ven ingeniøren Harry, og de slår følge og får sig en snak. Johannes, der nu har boet på Sandø i syv år,:56  fortæller øens historie til den nysgerrige og sympatiske ingeniør, som er sendt herover for at undersøge muligheden for at udvinde, forarbejde og udskibe den kalk, som øen gemmer på. Et projekt, som Frederik på Næs er meget optaget af, men som ingeniørens undersøgelser viser nok næppe vil være rentabelt. Ved den ensomt beliggende kirke besigtiger de to den skrueaksel fra Eriks kutter, som er det eneste, man fandt fra forliset. De besøger også Niels’ grav, den Niels, fortæller Johannes, som døde i det andet forlis, hvor Annemaris Oluf mirakuløst reddede livet ved at svømme fem km hen til en lille ø, hvor han efter et par dage tilfældigt blev fundet af mænd som kom for at tilse øens kreaturer. Historien er ny for ingeniøren, og Johannes kan således med interesse konstatere, at Annemari ikke har fortalt sin ny ven Harry om Olufs redning. Johannes har hele dagen haft den gamle vise om ulykkelig kærlighed, Det var en lørdag aften, kørende rundt i sit hoved, for Annemari fylder stadig meget hos ham, trods hendes afvisning, og han kan ikke undgå at føle sig jaloux på ingeniøren. Johannes venter med vilje med at vise ingeniøren kirkens indre, til det er blevet næsten mørkt, og konstaterer med tilfredshed, at kirkekorets mærkelige og uhyggelige stenhoved, forestillende Døden, ”virkede stærkt paa den unge Mand”.:62  Johannes fortsætter med at manipulere, ved at bede ingeniøren bringe Annemari en besked om, at Johannes ikke kan komme hos købmanden ”til Middag i Morgen”. Det lover ingeniøren, og da ved Johannes, ingeniøren skal være sammen med Annemari denne lørdag aften. Ingeniøren spørger nu ophidset: ”Kan De sige mig hvordan det hænger sammen? Hvordan han har kunnet holde hende hen Aar ud og Aar ind?”:62  Johannes svarer, at nu er det jo ligemeget, for nu har Annemari gjort det forbi med Oluf. Selvom ingeniøren lader som om han godt ved dette, kan Johannes se, at ingeniøren lyver, se at også det er nyt for ham. Da ingeniøren er gået, sætter Johannes sig ved den mørke kirkes orgel og spiller Bach, mens han forsyner sig fra en flaske, han har gemt i sakristiet.
Da degnen og hans hund i kapitel 5 senere lørdag aften begiver sig hjemad – med Johannes til hest, hvor så end den hest kom fra – skammer han sig over sin drikfældighed, men er samtidig ”mærkelig let til Mode”.:66  Ved Olufs mors hus får Johannes bag vinduet et glimt af moren, ”Haard og graa og smuk”.:67  Senere på færgekroen ved ladepladsen går snakken over et glas øl, om forårstegnene og Peters nye skydepram. Og om den bibeltekst, som Johannes i sin egenskab af degn skal læse næste morgen ved andagten i kirken. Det er tredje søndag i fasten, og så kommer sneppen, siger den gamle fisker Kristian, men Johannes mener talemåden er at den først kommer til påske. Johannes sætter sig ind ved siden af med et par stykker mad, han har bestilt hos kropigen Elna, som i dag virker lidt mellemfornøjet. Da han spørger, om der er noget i vejen, betror hun ham, som den første, at hun er gravid. Johannes ved, han nu skal være nænsom. Hun bedyrer, at hun ikke er løsagtig: ”Man kan vel ikke gøre for at man kommer til at holde af en?”:72  Elna er bange for, snakken nu skal gå om, at den ikke altfor kønne kropige, ”et stort ungt Skrummel”,:74  har givet efter for en krogæsts tilnærmelser, for ”[jeg] er ikke pæn. Der er ikke noget ved mig”.:72  Johannes nævner Annemari og lille Tom, hvortil Elna svarer: ”Ja hun! […] Ja, De kan jo lide Annemari?”:72 
Johannes går hjem til Pigro, tænder op i ovnen, åbner en flaske vin og kigger på søndagens bibeltekst, fra Lukasevangeliget. Her uddriver Jesus en ond ånd hos en stum, som herefter kan tale; nu anklages Jesus for at uddrive det onde ved hjælp af det onde, men Jesus påviser det ulogiske i den anklage. Senere på natten hører Johannes, hvordan isen begynder at bryde op, og han og hunden går ud for at kigge. Nu kommer Johannes i tanke om den aprildag, da Oluf og Niels i stormvejr dumdristigt sejlede ud, mens øboerne bekymret stod og spejdede efter dem, og Erik – som senere selv blev minesprængt – sammen med tre andre mænd besluttede at sejle ud efter dem, men kom tilbage uden at have fundet dem. Annemari, som jo dengang var gravid med lille Tom, betroede den dag Johannes, at Oluf aldrig ville gå i arm med hende: ”Han vilde kun holde mig i Haanden naar vi gik, hvor ingen saa os”.:77  Johannes forstod nu, at Annemari havde afskrevet Oluf allerede inden hun vidste, om han overlevede.
Den tyveaarige kræver Renhed. Aaja, han tumler selv ud i dit og dat og føler sig meget uren. Men han kræver Renhed og Sandhed. Det modne Menneske forstaar ingen af Delene hos ham. Den modne snakker om sin Erfaring, den Nar. Hans Erfaring betyder bare han har glemt, at han er bunduvidende om de vigtigste Ting. Hans Livsklogskab vil bare sige at der er Smaabedrag og Smaaløgn, ja Løgn, i alt hvad han mener og tillader sig. Han har en god Samvittighed, for han kan ikke mere se, at han lyver. Han ser ikke mere den Livets store Modsigelse, der gør Ungdom smertefuld og lykkelig, uvidende og viis paa een Gang. Den unge Mand er yngre end Barnet og ældre end Oldingen. Han ved ingenting om noget, og han ved alt om alting. Han slynges lige fra det rige, lysfyldte Øjeblik over i den sorte Meningsløshed og Angst. Han slynges tilbage igen. Han er Dødens fortrolige.
I kapitel 6 sover Johannes over sig søndag morgen og vågner med tømmermænd, og under barberingen, hvor han står og tænker tilbage på sin ungdom, se citat, skærer han sig tilmed, så han må forrette andagten i kirken med vat på hagen. Uheldet minder ham om historien om Balders død, som han for nylig har læst, i Ewalds udgave, hvor Hother og Balder kæmper om Nannas gunst. Ligesom ingeniøren og Oluf kæmper om Annemaris gunst, tænker Johannes. Det er tøvejr og diset sol, og vejen til kirken går gennem det dampende forårslandskab. I kirken dukker Annemari op og sætter sig til orglet for at øve salmemelodierne. Bagefter kommer hun hen til Johannes og bebrejder ham, han har fortalt ingeniøren, at hun har gjort det forbi med Oluf, men i det samme går det op for Johannes, Annemaris bebrejdelse blot var noget han havde tænkt; Annemari havde i stedet spurgt Johannes, om han havde hørt lærken. Der er ret mange i kirken denne søndag, bl.a. Rigmor på Næs, som Johannes også har et godt øje til. Rigmor keder sig i sin mands venners selskab og spørger, om ikke Johannes kommer hen på gården til middag. Men Johannes har lovet sig til middag hos Olufs mor Marie denne søndag. De sidste minutter i kirken inden andagten skal begynde er altid ganske intense for Johannes, for menigheden forekommer ham at være en fjendtlig magt, mens han føler sig som en fremmed blandt dem. Andagten går i gang, med indgangsbøn, salme og læsning af den kryptiske tekst fra Lukasevangeliget om den urene ånd, som vender tilbage til huset, han kom fra, og medbringer syv andre urene ånder. Johannes tænker, man kunne udlægge teksten som ”en Advarsel til dig der tror dig rengjort. Som har bekæmpet et stærkt og utilstedeligt Begær måske. Som føler dig fejet og prydet. Var dig!”.:81  Men til andagten siger han ikke noget herom.
Heste, Hunde og Mænd kan tæmmes, men Køer, Søer og Kvindfolk er der ikke noget at stille op med.
Efter andagten venter Rigmor i kapitel 7 uden for kirken i sin bil på Johannes og spørger, om ikke de skal køre en tur, inden han skal til middag hos Marie. Johannes afslår, men vil godt køres hen til Marie, som de også samler op på vejen, tilligemed Annemari. Rigmor spørger, om ikke de alle kommer til forårsbal samme aften, også Johannes. Annemari, som godt ved, Johannes har et godt øje til Rigmor, svarer lidt spydigt den tretten år ældre Rigmor, at ”sørger du for, at der er nogle ganske unge med, Rigmor, saa kommer han!”:101  I Maries stue og køkken er der pænt og ordentligt – i modsætning til hos den tuberkuloseramte Kaj, hvis mor har mindre overskud. Men Johannes undrer sig over, at Maries hjem ikke indeholder noget som helst fra hendes velstående barndomshjem, men kun ting fra mandens hjem – undtagen det tykke fotoalbum med hele Maries familie. Her er dog fotoet af Annemari væk, for Marie tog det ud, da Annemari lige inden andagten var inde for at sige, hun gjorde det forbi med Oluf. Men albummet er fuld af billeder af Oluf, hvor han altid har et stærkt og bydende, hvast blik, som Johannes ellers ikke kender fra ham. Undtagen den dag, han vendte tilbage til Sandø efter forliset. Mens Marie laver middagsmaden færdig, gennemgår Johannes i tankerne, hvordan hele øen den dag stod og tog imod Oluf, men han ”blev ligesom lammet ved Synet af de mange Mennesker. Da kom Annemari til, lænede sig mod ham, grædende. Han fortrak Ansigtet og saa paa mig hen over hende. Da havde han det Blik”.:109  Oluf ænsede intet, men stormede hen mod sin mors hus, næsten som om nogen var efter ham, forekom det Johannes. Samme aften kom Oluf og Annemari hos Johannes, og den musikalske Oluf spillede lidt på degnens violin, men lagde den så og stod tavs en tid, indtil han udbrød ”Var jeg bedre end Niels kanske? […] Er I klar over at jeg tog Livet af ham. Derude”.:110  Johannes forstod godt, hvad der var på spil for Oluf, forstod at han følte skyld over at have overlevet, mens Niels døde. Følte skyld over ikke at have kunnet redde sin kammerat, som blev derude, mens Oluf reddede sig i land. Og følte Niels’ genfærd følge efter sig.
I kapitel 8 håber Johannes, han kan bruge resten af søndagen på sin ny ide, en bog om Sandøs natur og folk. Men på vej hjem fra Marie møder han bonden Bødvar, som har hørt, at rutebåden – og dermed sandsynligvis også Oluf, kan Johannes regne ud – måske allerede kommer næste morgen. Nu har Johannes ingen ro, med tanke på Annemari og Oluf, og han ringer i stedet til Frederik på Næs for at få bekræftet angående den transport af lille Kaj til sanatoriet, som han fik tilsagn af Rigmor om under køreturen hen til Marie. Det er Frederik også helt med på, men benytter lejligheden til at beklage sig over, færgemanden ikke altid vil give ham plads på færgen til hans bil, og indrømmer, det selvfølgelig er noget pjat at have bil på sådan en lille ø. Frederik siger farvel og går tilbage til sine regnskaber, og overlader telefonen til Rigmor. Hun bekræfter igen aftalen med Kaj, og så siger hun ”Jeg elsker dig” til Johannes. ”Og jeg dig”, svarer Johannes. Og denne ordveksling gentager sig, da de slutter samtalen.:115-116 
Hun er en Kvinde, der ikke rigtig kan gøre Fyldest nogen Steder, før hun bliver gammel og der lettes nogle Byrder af hende. Hun har for mange, og hun er for bange. Som gammel vil der ogsaa komme Sødme over hende, tror jeg, så vil hun blomstre sent og kønt, som mange Sjæle gør, hvis Livselement er Bekymringen, Frygten, Angsten for ikke at gøre andre tilpas. Nu var hun angst over at der var så uryddeligt og at hun ikke turde byde mig noget.
Anders ved meget om Jord og Sø og Fugle. Men han kan ikke udtrykke sig. Han kan gaa ud og vise det. Men han kan ikke mere tage Kaj ud og vise ham noget. Han har intet at sige Drengen.
Nu cykler Johannes ud til Kaj og hans familie, som sidder over middagsmaden. I det fattige hjem er der ”en snusket og ilde Lugt”, :116  og Kajs mor Hansigne har dårlig samvittighed over, hjemmet er rodet, se citat. Kajs far Anders, en mand af få ord, se citat, vil først ikke høre tale om, at dem på Næs skal køre hans dreng til sanatoriet, dertil er han for stolt, men Johannes får ham overtalt, fordi, som han siger, det vil gøre et godt indtryk på folk, som ellers undgår familien, af frygt for at blive smittet med Kajs tuberkulose. Johannes hilser også på Kaj, en kvik dreng, der interesserer sig for arkæologi. Johannes lover ham, at når han kommer tilbage fra sanatoriet, skal Kaj hjælpe ham med bogen om Sandø. Hjemme i den rare skolestue – hvor Johannes mærker, at børnene kan lide at komme – går han i gang med bogen om Sandø, men når ikke langt, før ingeniøren banker på hans dør. Harry har et detaljeret kort over Sandø med til Johannes, en gave til skolen fra det selskab, hvor Harry arbejder. Johannes viser Harry sin fine samling af udstoppede fugle, hvoraf han selv har nedlagt en del. Harry væmmes ved, at Johannes er jæger, for det minder ham om hans tid i modstandsbevægelsen, hvor han måtte skyde på folk og tage sig af sårede kammerater. Harry, som betragter sig som forkæmper for teknologi, bebrejder den for ham at se mere reaktionære og åndelige Johannes, at han tilsyneladende modarbejder Harrys forhold til Annemari. Johannes svarer, han netop gør det for ”at drive hende i Armene paa Dem […] det opnaar man paa den Maade. Jeg er en smule Pædagog”.:125  Da Harry går, kommer i det samme kropigen Elna for at besøge Johannes. Hun er i bedre humør i dag, og Johannes griber sig i at tilbyde den gravide pige plads som husbestyrerinde i skolen til maj, hvorefter Elna giver sig til at stortude af taknemmelighed. Men Johannes ved godt, det vil medføre en ”Bunke Ulejlighed, en Masse Besværligheder”.:127 
I Dag har jeg været med den lille Klasse ude at se hvor Blomsterne gror. Vi rørte ikke Planterne paa den Tur. Vi begynder med at være ærbødige over for Blomsterne, og hvorfor ikke vise en Mælkebøtte lige saa megen Respekt som en Minister? Jeg har da heller ikke endnu ladet den lille Klasse skille Blomster ad og tælle Støvdragere. Jeg ved ike hvor den Daarskab kommer fra at man skal begynde med at skære Blomsterne itu og tælle Kønsorganerne. Systematikreligion! Nej, først lærer vi dem at kende paa det de har klædt sig i og staar og viser frem. Og saa faar de Navne. Blomster skal som alle Ting der betyder noget gro i selve Sproget og være levende der, komme vort Liv ved, før vi spiller lærde, før vi spiller Videnskab.
Søndag først på aftenen sidder Johannes i kapitel 9 og tænker tilbage på dagens mange begivenheder, da fru købmand Høst banker på skolens dør: hun har lovet Annemari at passe lille Tom, og nu er han forsvundet, og degnen må finde ham (i sin egenskab af øens eneste øvrighedsperson). Johannes tager Pigro med hen til købmandens og lader ham snuse til en trøje af Toms, og så er Pigro snart på sporet af drengen. De finder ham stående ved kanten af mergelgraven. Tom fortæller, han ville se de agerhøns, som Johannes havde fortalt ham om, og var gået hen til skolen. Men da ingen svarede, gik drengen videre ud over markerne. Efter den oplevelse trænger Johannes alligevel til at være blandt folk, og går hen på Næsgaard. Her afholdes denne aften Sandøs traditionsrige forårsbal, hvor hele øen er inviteret ind i Frederik og Rigmors stuer. Dansen går lystigt, til musik fra gårdens nyindkøbte radiogrammofon, mens fiskerne Kristian, Valdemar og Robert spiller kort og vil have Johannes med som fjerdemand. Snakken går også lystigt, bl.a. om øens to gravide gårdmandskoner, men også om Elna på kroen: ”Det er altså to ægte og een uægte, to op og en i Mente”.:136  Rigmor vil danse med Johannes, men også gerne bare snakke med ham, f.eks. om sin kedelige mand, der har brugt timevis på at lede efter tre øre i sit regnskab. Rigmor ville ønske, hun havde børn, og hun føler sig kejtet og påtrængende i sin rolle som gårdmandskone, og derfor ”er der heller ingen som bryder sig om mig”.:137  Johannes betror hende sin oplevelse tidligere på dagen, hvor det var som om skolestuen for første gang nogensinde virkelig åbnede sig for ham, og ”sagde god for mig og tilgav mig for sit eget Vedkommende. Nu hører jeg hjemme der”.:138  Annemari og Harry er også kommet, og danser ”over Gulvet som et smidigt Dobbeltdyr. Smukt Par, jaja”.:139  Så tager Annemari Johannes med udenfor, for hun vil takke ham for indsatsen med lille Tom. Annemari har godt fornemmet, at Harry og Johannes er kommet på kant med hinanden, men Johannes bedyrer, han respekterer Harry og satte pris på deres samtale. Annemari udfritter så Johannes om den kæreste, Betty, som gav ham halskæden, hun lånte. ”Hun hed nu Birte”, svarer Johannes. De var skolekærester nogle år, mens Birte voksede sig køn og Johannes var ”i den syvende Himmel”.:141  Så en dag fortalte Birte i et brev Johannes, at hun havde fundet en anden og gjorde det forbi. Ti år senere flyttede Birte og hendes mand tilfældigvis til byen, hvor Johannes var lærer, og de begyndte at omgås igen. Men Johannes havde stadig følelser for hende og besluttede at rejse.
Rund er Øen ikke, den ligner nærmest en Træsko, Nissetræsko. Snuden vender mod Landet i Øst, og dens Spids er en Grusodde hvor der holder Gravænder til. Lidt syd for Odden ligger Ladepladsen, og herfra slynger sig en fire Kilomenter lang Vej vestpaa gennem Øen, passerer først Skolen og gaar saa gennem Landsbyen og ud mellem Nærbjerg og Sandbjerg, til den bliver bare Hjulspor i Lyngen ude ved den lille forstormede Skov Risene, hvor Sneppen slaar ned. Fra Byen gaar een Vej mod Nord til Næs, en anden sønderud forbi Olufs Mors Hus og mellem Kysten og Plantningen hen til Kirken.
I kapitel 10 er Kajs far mandag morgen gået i gang med at fælde granerne ved skolen, som Johannes har bedt ham om – ikke fordi træerne er i vejen, men fordi så kan Johannes hjælpe den fattige familie økonomisk. Frederik på Næs kommer forbi og påtaler, at Johannes lader granerne fælde uden sognerådets godkendelse. ”Det gjaldt Liv og Død”, svarer Johannes.:145  Som samtidig varsler, at han vil søge sognerådet om midler til at ansætte en gravid pige som hushjælp, ”hvis Barn hverken jeg eller Øens berømte Støver (altså Pigro) er Far til”.:146  Frederik spørger, om det er en hentydning til Frederiks evner som forfører – som Johannes ved, han er stolt af. – Midt på eftermiddagen ankommer rutebåden endelig, efter at Sandø i seks uger har været uden kontakt med omverdenen pga is. Ved ladepladsen står Annemari og venter, og ude på båden kan man se en stor mand stå i forstavnen, nemlig Oluf. Lige som båden lægger til, undskylder Johannes sig og går tilbage til skolen, hvor han finder brevet fra Annemari til Oluf frem. Lidt senere kigger Oluf ind hos Johannes og giver ham en gave, en ny pibe. Oluf har uddannet sig, mens han var borte og har planer om at købe en større kutter og fiske ved Island. Johannes giver Oluf brevet fra Annemari og er spændt på hans reaktion. Men Oluf virker ikke rystet, for han har faktisk ventet bruddet et stykke tid, og han er indforstået med Annemari. Da Oluf giver sig til at spille på degnens violin, ser Johannes sit snit til at gå et ærinde. Han vil hen til Annemari, løber hele vejen, og passerer Frederik i bilen med Kaj og hans mor på vej til sanatoriet. Han stormer ind hos købmand Høst og op på Annemaris værelse. Hun sidder foran spejlet, deres øjne mødes – og Johannes indser, han har tabt kampen om hende, for der ”er en Fuldbyrdelsens Ro og kølig Sødme i hendes Blik”,:154  som fortæller ham, hun har tilbragt sin første nat sammen med Harry. Nu kan Johannes afsløre, at han dagen før løj om sin kæreste Birte. Da de mødtes igen, havde de en affære, og Birte blev skilt, mens Johannes rejste til Sandø. Nu dukker Harry op. Johannes ønsker ham tillykke med Annemari, ”Sandøs Blomst”,:157  og giver Annemari halskæden, han fik af Birte.
Min Pige, jeg kunde have Lyst til at klæde dig af. Ja, det vil jeg. Jeg føler mig meget stærkt nu. Men det jeg vil klæde af dig det er ikke dit Tøj. Det er heller ikke dine Aar. Det er din Tvivl, det er din Lede, dine Fejltagelser, dit Sjaskeri med dit liv, det er din Frygt for Mennesker. Og se her gaar en fin og god Pige ved Siden af mig, en Pige som lyser, en dejlig Pige, dig som du virkelig er.
Med Frederik borte fra øen denne mandag eftermiddag benytter Johannes sig i kapitel 11 af muligheden for endelig at få en hyrdetime med Rigmor, under påskud af at skulle på jagt. Bagefter ligger de i sengen og snakker om store ting, om Gud, kærlighed og livets mening. Rigmor synes, hendes liv er blevet meningsløst, og hun ærgrer sig over sin ærgerrige, men barnlige mand. Nu har hun givet efter for Johannes, men tror ikke han mener det alvorligt med hende, hvilket Johannes irriteret benægter. Rigmor ved, Annemari gerne ville have Johannes, og derfor bød hun faktisk Harry op til forårsfesten, så Annemari og Harry blev adskilt. Rigmor siger, hun elsker Johannes og var glad for deres snak til festen, men hun syntes ikke om hans måde at opføre sig på nu, for han var ”vild og ond”.:163  Johannes forlader Rigmor og tager Pigro med ud til en lille skov for at se, om sneppen er kommet, sådan som mand og hund har gjort det hver dag den senere tid. Efter lidt tid finder Pigro en sneppe, men Johannes skyder den ikke, til hundens undren. I stedet iler Johannes og Pigro tilbage til Næsgaard og Rigmor, for han vil have hende med ud og se ham skyde den første sneppe, inden det bliver mørkt. De skynder sig alle tre tilbage til skoven, og på vejen fortæller Johannes dels om alle fuglearterne, de kan se, dels om hvordan han gerne vil hjælpe Rigmor til at kunne begynde på ny, og få mening i sit liv, ved at klæde hende af, i overført betydning, se citat.
Henne i skoven lader Johannes Pigro søge efter sneppernes gemmesteder, og efter nogen tid – solen er nu gået ned – har hunden fundet en sneppe. Johannes giver tegn til hunden, som genner fuglen op – men han skyder ikke, for det vil Rigmor ikke have. De prøver om de kan finde en til sneppe, og det lykkes, der i halvmørket. Johannes skyder sneppen og giver den til Rigmor: ”Tag den, den betyder en Pagt mellem os”.:172 
Bogens sidste kapitel foregår tretten måneder senere. Johannes indrømmer nu for sin opdigtede ven Natanael, at denne historie ikke blev skrevet ned, da den skete, men først nu her for nylig. Og henover hver side i sine dagbøger har Johannes skrevet ”Ordet Løgneren”.:175,179  Sidste sommer begyndte Pigro at skrante, og selvom Johannes prøvede, kunne han ikke stille noget op med sin elskede jagthund. På deres sidste jagt, hvor Pigro nu også havde mistet sin lugtesans, var det med vilje hunden, og ikke agerhønen, der blev ramt af haglene fra Johannes’ bøsse. Hjemme i skolen er de nu tre om at dele Johannes’ beskedne løn, for Elna har fået en lille søn, og de to nye beboere fylder på godt og ondt en del i Johannes’ liv nu. Men Johannes vil ikke ynkes over sin skæbne. Oluf fisker tit fra Sandø og har tilsyneladende lagt Annemari bag sig. Oluf virker interesseret i Elna, og Johannes håber, det bliver de to. Annemari og lille Tom er flyttet fra øen, og hun og Harry venter en lille ny. Olufs mor kan ikke tilgive Annemari, hun er rejst med barnebarnet, se citat.
Oluf Mor har dømt Annemari, og [hun kan aldrig mere] blive frikendt. Efter den ældre Kvindes Mening var Annemari støbt af urent Metal. Hun var et moderne Lykkemenneske, en Pige med en Lykkedrøm, hun søgte Lykken, og det foragter Marie. Olufs Mor er et Lovmenneske, hun søger som [sine] Forfædre Loven.
Johannes kommer i tanke om et optrin den aften, han skød sneppen til Rigmor. Efter de skiltes, gik han en lang tur og tænkte på tiden og døden blandt andet, og kom forbi kirkegården. Så dukkede i tusmørket en skikkelse op og gik hen til Niels’ grav. Det var Oluf. Johannes gik hen og fortalte Oluf, at han fortrød, at han lukkede af for Oluf, dengang han (i kapitel 7) fortalte om sin skyld i at Niels døde: ”Det er sidste Gang vi vil høre et Ord om det her”.:111  Oluf var tavs. Og Johannes bekendte også over for Oluf sin skyld i ulykken, ved lige inden de to sejlede ud at have ægget Oluf, til at prøve sin manddom af mod Døden.:176  Oluf var stadig tavs, og Johannes ”forstod […] at det var for sent. Det sad sådan i Oluf at han for altid maatte være ene om det. Det var forgjort og for sent”. :185 